# Giáo đường Do Thái Cao (Kraków)
Giáo đường Do Thái Cao là một giáo đường Do Thái Chính thống không hoạt động ở quận Kazimierz của Kraków, Ba Lan. Nó được gọi là Hội đường cao trong nhiều thế kỷ vì đây là giáo đường cao nhất trong thành phố, hoặc vì phòng cầu nguyện ở trên lầu. Vào nửa sau của thế kỷ 16, một thương nhân giàu có chỉ được biết đến là người Israel, đã đề xuất với vua Sigismund II August yêu cầu của ông về việc cho phép thành lập giáo đường. Ông đã đạt được thỏa thuận và năm 1563 ông bắt đầu xây dựng. Các nguồn khác nêu ngày xây dựng đến năm 1556-1563. Theo một giả thuyết, giáo đường được xây dựng bởi những người di cư - người Do Thái Sephardic, có lẽ từ Hy Lạp hoặc Ý. Nó dường như theo phong cách Phục hưng với một số sửa đổi nhất định ở phía bắc của dãy alps (đáng chú ý nhất là họa tiết hình mảng, giống như của St-Pierre ở Caen). Đó là giáo đường thứ ba được dựng lên ở Kazimierz. Các phòng cầu nguyện được đặt ở tầng hai phía trên các cửa hàng ở tầng trệt. Các bức tường bên trong của khu bảo tồn có các bức tranh vẽ cảnh ở Jerusalem, bao gồm "Lăng mộ của các vị vua Israel", " Bức tường phía Tây " và một cặp sư tử đẹp trai trong phòng trưng bày của phụ nữ.

## Lịch sử Thế chiến II
Trong thời kỳ chiếm đóng của Ba Lan trong Thế chiến II, Đức quốc xã đã xóa sạch nội thất với tất cả đồ đạc. Tuy nhiên, nến chanukah baroque thế kỷ thứ mười bảy, được chuyển đến lâu đài Wawel, là yếu tố duy nhất của nội thất của giáo đường còn sống sót sau chiến tranh. Hiện tại, nó đang được triển lãm thường trực trong Giáo đường Do Thái Cổ tại ulica Szeroka 24. Trần và mái nhà thay đổi sau chiến tranh, thêm một tầng nữa phía trên giáo đường. Hiện tại chỉ có hốc đá cho Aron Kodesh và những bức tranh treo tường được phát hiện vào đầu thế kỷ 21 bởi bảo tồn nghệ thuật vẫn còn. Trên bức tường phía đông có lớn nhất và đồng thời là thời kỳ phục hưng Aron ha-kodesh lâu đời nhất ở Ba Lan, khuôn khổ có lẽ đến từ cuối thế kỷ XVI, và capstone từ cuối thế kỷ thứ mười tám. Phía trên khung hình chữ nhật là một vật trang trí kỳ cục dưới dạng hai con nghiến, trước đây giữ vương miện và dòng chữ Do Thái của Keter Torah, có nghĩa là vương miện của Torah. Khoang được bao quanh bởi các cột trụ kênh với thủ đô tổng hợp. Trong các công trình bảo tồn, vào năm 1971-1972, những tấm màn nặng được sơn đã được phát hiện ở hai bên của những cây cột, đã biến mất theo thời gian.
Giáo đường Do Thái cao đóng vai trò là tòa nhà Bảo tồn. Từ năm 2005 nó đã mở cửa cho du khách. Hình ảnh và các triển lãm khác về phong tục và truyền thống của cộng đồng Do Thái thời kỳ chiến tranh được tổ chức trong nhà.
Giáo đường Do Thái cao (Prague) được mô phỏng theo Giáo đường Do Thái của Krakow.